# Pieter de Pinkere
Pieter de Pinkere (veertiende eeuw) of De Pinckere, zoon van Pieter, was burgemeester van Brugge.

## Levensloop
De Pinckere was de naam van een familie van Brugse poorters, die lakenhandelaars waren en tot het ambacht van de scheerders behoorden.  
Pieter had een dochter, Claire de Pinckere die trouwde met een Jan Breydel. Ze hadden twee dochters, die trouwden met een Metteneye, en een zoon, die trouwde met een van Aertrike.
Op 17 november 1359 werd Pieter de Pinkere uit het stadsbestuur verwijderd en, net als andere stadsbestuurders, uit de stad verbannen door graaf Lodewijk van Male, omdat hij sympathiseerde met de Gentse aanhangers van Jacob van Artevelde. Als straf voor hun opstandigheid, werden 184 inwoners uit Brugge verbannen. Hen werd nochtans het jaar daarop al genade verleend.

## Stadsbestuur
De Pinkere maakte bij herhaling deel uit van het stadsbestuur van Brugge:
- 1344-1345: schepen
- 1346-137: thesaurier
- 1348: schepen
- 1349-1350: schepen
- 1352-1353: burgemeester van de schepenen
- 1353-1354: burgemeester van de raadsleden
- 1354-1355: burgemeester van de schepenen
- 1355-1356: burgemeester van de raadsleden
- 1356-1357: burgemeester van de schepenen
- 1358-1359: thesaurier
- 1359-1360: thesaurier.

## Bron
- Dirk VANDENAUWEELE, Schepenbank en schepenen te Brugge (1127-1384). Bijdrage tot de studie van een gewone stedelijke rechts- en bestuursinstelling, met lijst van Wetsvernieuwingen van 1211 tot 1357, doctoraatsverhandeling (onuitgegeven), Katholieke Universiteit Leuven, 1977.